# 사천소방서
사천소방서(泗川消防署, Sacheon Fire Station)는 경상남도 사천시를 관할하는 경상남도 소방본부 산하의 소방서이다.
소방서장은 소방정으로 보한다.

## 연혁
- 1969년 1월 1일: 삼천포소방서 개서
- 1995년 8월 1일: 사천소방서로 변경
- 2008년: 남해소방서 분리
- 2009년: 고성소방서 분리

## 조직
| - 소방행정과 - 소방행정팀 - 예산장비팀 | - 예방안전과 - 안전지도팀 - 예방교육팀 - 민원팀 | - 현장대응단 - 구조구급팀 - 대응조사팀 |

## 관할센터 및 관할구역
사천소방서는 4개의 119안전센터와 1개의 구조대를 산하에 두고 있다.
| 명칭                 | 사진 | 주소              | 관할구역                                         | 지역대                            |
| -------------------- | ---- | ----------------- | ------------------------------------------------ | --------------------------------- |
| 동금119안전센터      |      | 남일로 29         | 동서동, 동서금동, 남양동, 벌용동, 향촌동, 선구동 |                                   |
| 사남119안전센터      |      | 사남면 공단2로 53 | 사남면, 용현면                                   |                                   |
| 사천119안전센터      |      | 사천읍 무산로 21  | 사천읍, 정동면, 축동면                           |                                   |
| 곤양119안전센터      |      | 곤양면 곤북로 64  | 곤양면, 서포면, 곤명면                           | 서포119지역대 곤명119구급지원센터 |
| 사천소방서 119구조대 |      | 진삼로 212        | 경상남도 사천시 일원                             |                                   |

## 같이 보기
- 대한민국 소방청
- 대한민국의 소방
- 대한민국 소방공무원